# Форштер, Абрам Айзикович
Абрам Айзикович (Борис Исаакович) Форштер (25.09.1911, Минск — 02.11.2004, Москва) — специалист в области радиолокации, организатор радиотехнического производства, первый директор завода № 465 (НИЭМИ), лауреат Сталинской премии.
Без отрыва от производства окончил Ленинградский политехнический институт, инженер-электрик (1935).
- 1929—1930 мастер, прораб участка «Электроток» Грознефти (г. Грозный),
- 1930—1931 конструктор на заводе им. Козицкого, Ленинград,
- 1931—1935 старший инженер, начальник цеха, начальник отдела на заводе № 208, Ленинград,
- 1935—1941 начальник отдела, директор завода № 197 им. Ленина, г. Ленинград (СПб). В 1939—1940 годах на заводе им. Коминтерна организовал серийное производство систем радиообнаружения РУС-1 и РУС-2.
- 1941—1942 начальник Главрадопрома. в Наркомате электропромышленности, Москва,
- 1942—1945 первый директор завода № 465 (НИЭМИ) Наркомата электропромышленности.
- 1945—1950 директор Кунцевского механического завода (Московский радиотехнический завод). Организовал серийное производство РЛС РУС-1, РУС-2, СОН-2, СОН-4 и др. Снят с должности в результате борьбы с космополитизмом.
- 1950—1951 зам. главного инженера завода № 37 им. С. Орджоникидзе, Москва.
- 1951—1963 на Лианозовском вагоностроительном заводе: главный инженер, начальник ОКБ ЛЭМЗ.
- 1963 начальник отдела Союзглаврадиокомплекта СССР,
- 1963—1965 начальник отдела Совнархоза СССР,
- 1965—1977 начальник отдела Госплана СССР,
- 1977 −1989 начальник сектора НИИ систем управления.

## Награды
- 1932 год — Орден «Знак Почёта»
- 1942 год — Орден Ленина
- 1950 год — лауреат Сталинской премии
- награждён различными медалями